# Oedaspis ragdai
Oedaspis ragdai är en tvåvingeart som beskrevs av Erich Martin Hering 1940. Oedaspis ragdai ingår i släktet Oedaspis och familjen borrflugor. Inga underarter finns listade i Catalogue of Life.